# Chevrolet Camaro (2009)
La Chevrolet Camaro V è un'autovettura costruita dalla casa automobilistica statunitense Chevrolet dal 2009 al 2015.
Quinta generazione della omonima muscle car/pony car ad essere prodotta dalla sua introduzione nel 1967, la produzione è iniziata il 16 marzo 2009 dopo più di un lustro dalla precedente generazione, la cui costruzione era terminata nel 2002.

## Storia, sviluppo e contesto

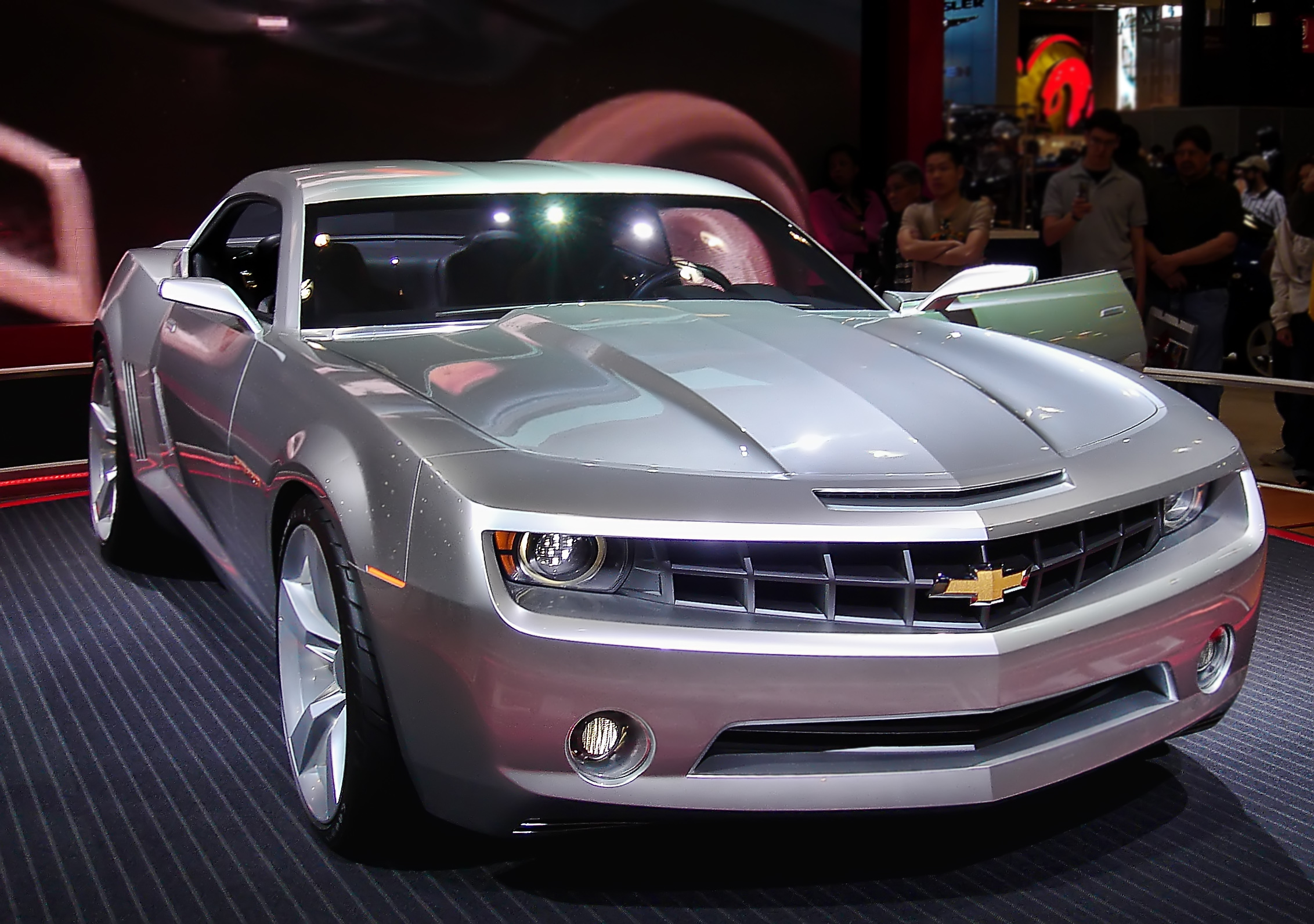
Camaro Concept 2006

Nella primavera del 2005 è iniziata la fase di sviluppo della prima concept car della quinta generazione. Sono stati disegnati diversi schizzi sia dell'esterno che dell'interno, che mesi dopo sono stati mostrati al pubblico. Una volta terminati i disegni, la Camaro è stata costruita come modello in creta nell'autunno del 2005 ed è stata mostrata al pubblico all'inizio del 2006.
Dopo la presentazione al pubblico delle concept car, Chevrolet ha iniziato a costruire diversi muletti di prova della Camaro, che furono prodotti dalla australiana Holden per un costo di circa 250.000 dollari ciascuno. Questi veicoli sono stati utilizzati per i crash test, test di guida e collaudi in condizioni meteorologiche estreme in Canada, Arizona e Australia.

## Motori e allestimenti

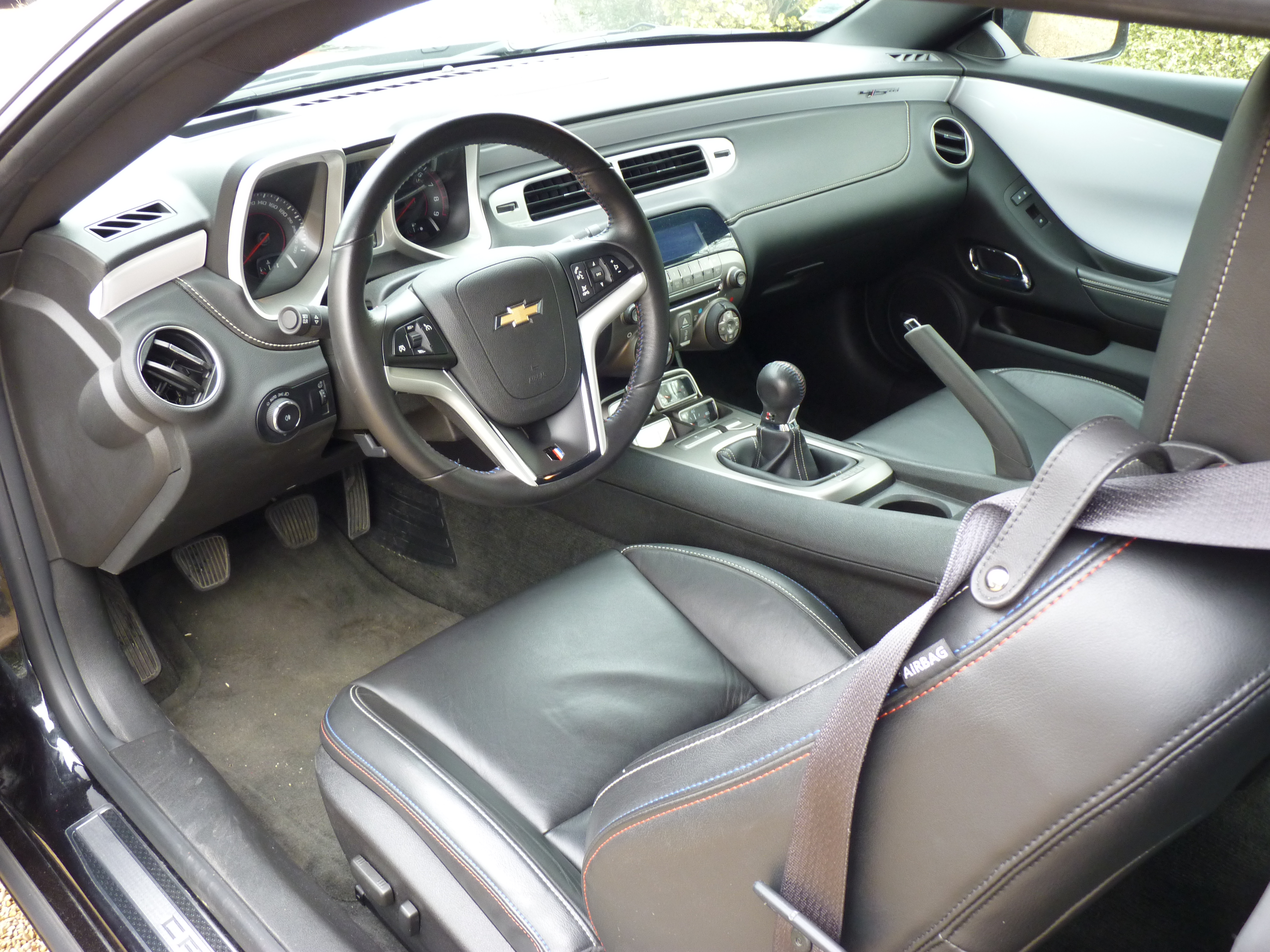
Interni

La Camaro al lancio era disponibile in cinque diversi livelli di allestimento; LS, 1LT, 2LT, 1SS e 2SS. I livelli di allestimento LS e LT sono alimentati dal motore GM LLT V6 da 3564 cm³ con una potenza di 312 CV (233 kW) a 6400 giri al minuto e 370 Nm di coppia a 5200 giri/min. La SS con cambio manuale è alimentata dal motore GM LS3 V8 da 6,2 litri (6162 cm³) da 426 CV (318 kW) a 5900 giri al minuto e 569 Nm di coppia a 4600 giri al minuto, mentre la SS con cambio automatico è alimentata da una nuova variante del V8 LS3 denominata GM L99 che produce 400 CV (298 kW) a 5900 giri al minuto e 556 Nm di coppia a 4300 giri al minuto. Il motore L99 V8 utilizza un sistema di risparmio del carburante che consente al motore di funzionare solo con una bancata, ovverosia a quattro cilindri durante le condizioni di guida che richiedono poca potenza come nel traffico cittadino o a velocità costante come la guida in autostrada.
Tutte le versioni e motorizzazioni hanno di serie un sistema di sospensioni sulle quattro ruote completamente indipendenti (McPherson davanti e multilink dietro), servosterzo ad assistenza variabile, freni a disco sulle quattro ruote (pinze Brembo a quattro pistoncini sui modelli SS), un sistema di controllo elettronico di stabilità/trazione, cambio manuale a sei velocità e sei airbag. In opzione c'è un pacchetto RS disponibile sugli allestimenti LT e SS che include: fari anteriori HID con anelli luminosi, spoiler posteriore e cerchi specifici.

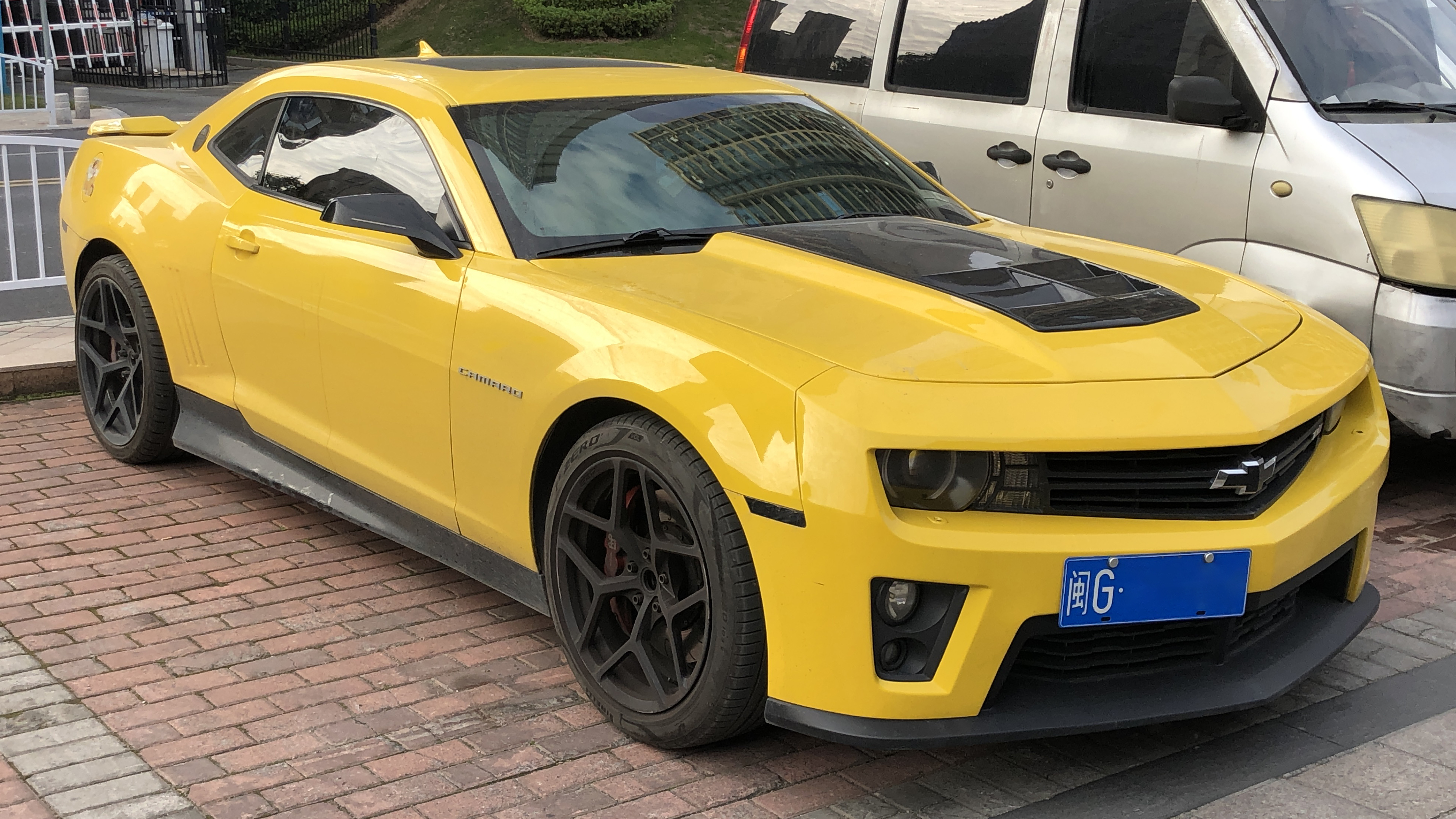
Camaro ZL1

## Evoluzione
La produzione della versione cabriolet chiamata Camaro Convertible è iniziata il 31 gennaio 2011, disponibile sia nella versione base che in quella SS con le stesse motorizzazione e cambi; a causa dell'assenza del tetto si sono resi necessari rinforzi alla scocca che ne hanno incrementato il peso.

### Camaro ZL1
La ZL1 è stata presentata al salone di Chicago nel febbraio 2011 come modello più potente e prestazionale della gamma. Inizialmente disponibile a partire dalla primavera del 2012 solo con carrozzeria coupé, successivamente è stata declinata anche in versione cabrio. Con una potenza massima di 432 kW (587 CV), molte parti e componenti della ZL1 sono state sviluppate appositamente per questo veicolo, come la nuova versione delle sospensioni Magnetic Ride.

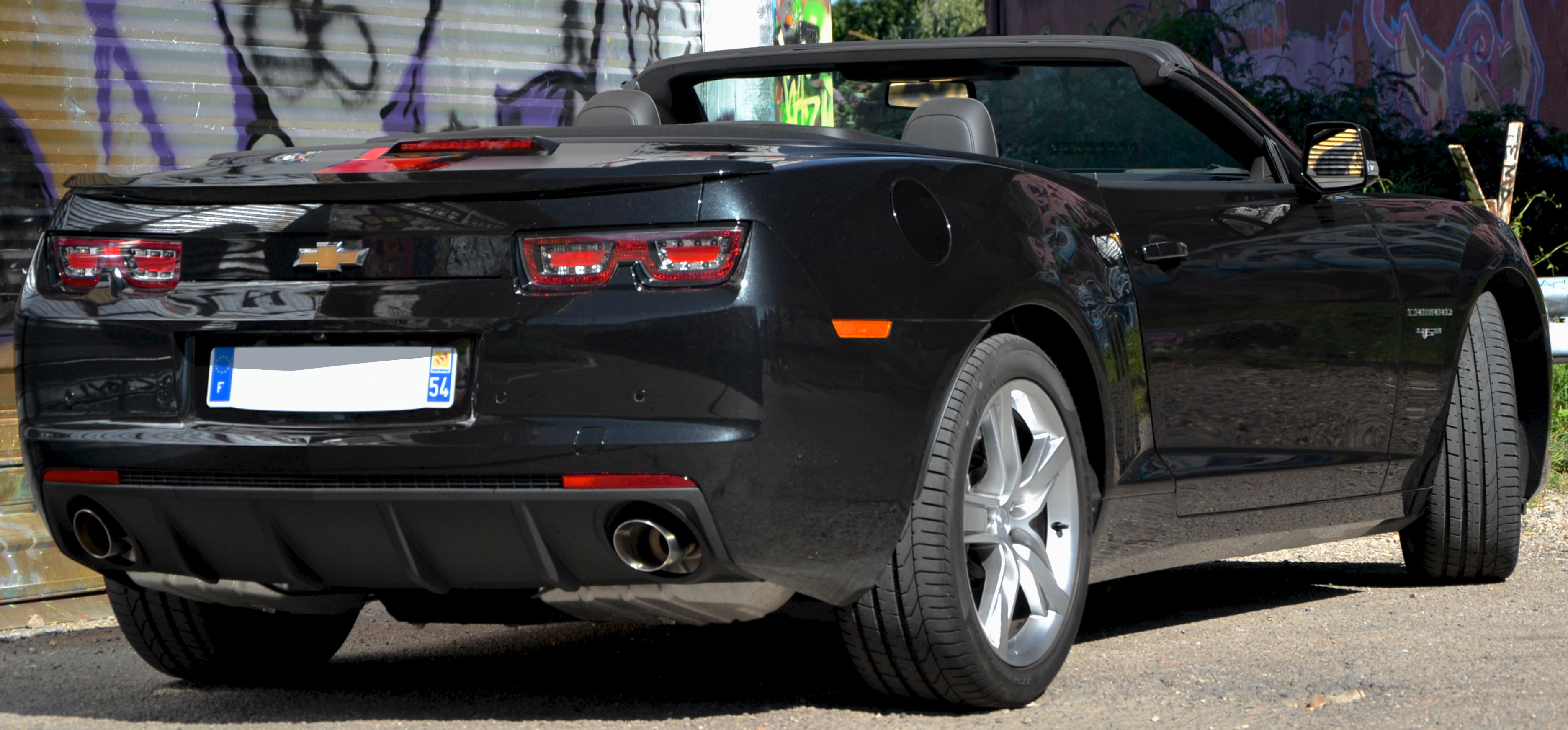
Camaro Cabrio model year 2012

### Model year 2012
Le modifiche alla Camaro del 2012 includono l'introduzione del motore LFX V6 da 3,6 litri a iniezione diretta da 323 CV (241 kW) che sostituisce il precedente V6, un nuovo pacchetto di sospensioni FE4 per la SS (ammortizzatori anteriori e posteriori irrigiditi, nuove barre stabilizzatrici anteriori (23 mm) e posteriori (24 mm), cerchi in alluminio da 20 pollici con gomme P245/45R20 anteriori e P275/40R20 posteriori, un nuovo quadro strumenti (nuova grafica e finiture della strumentazione), un nuovo design del volante con ergonomia migliorata, un nuovo pacchetto Rear Vision (un sistema di telecamere e uno specchietto auto-oscurante oltre alla funzione Rear Park Assist), un nuovo spoiler posteriore di serie e nuove luci posteriori.

### Restyling 2013

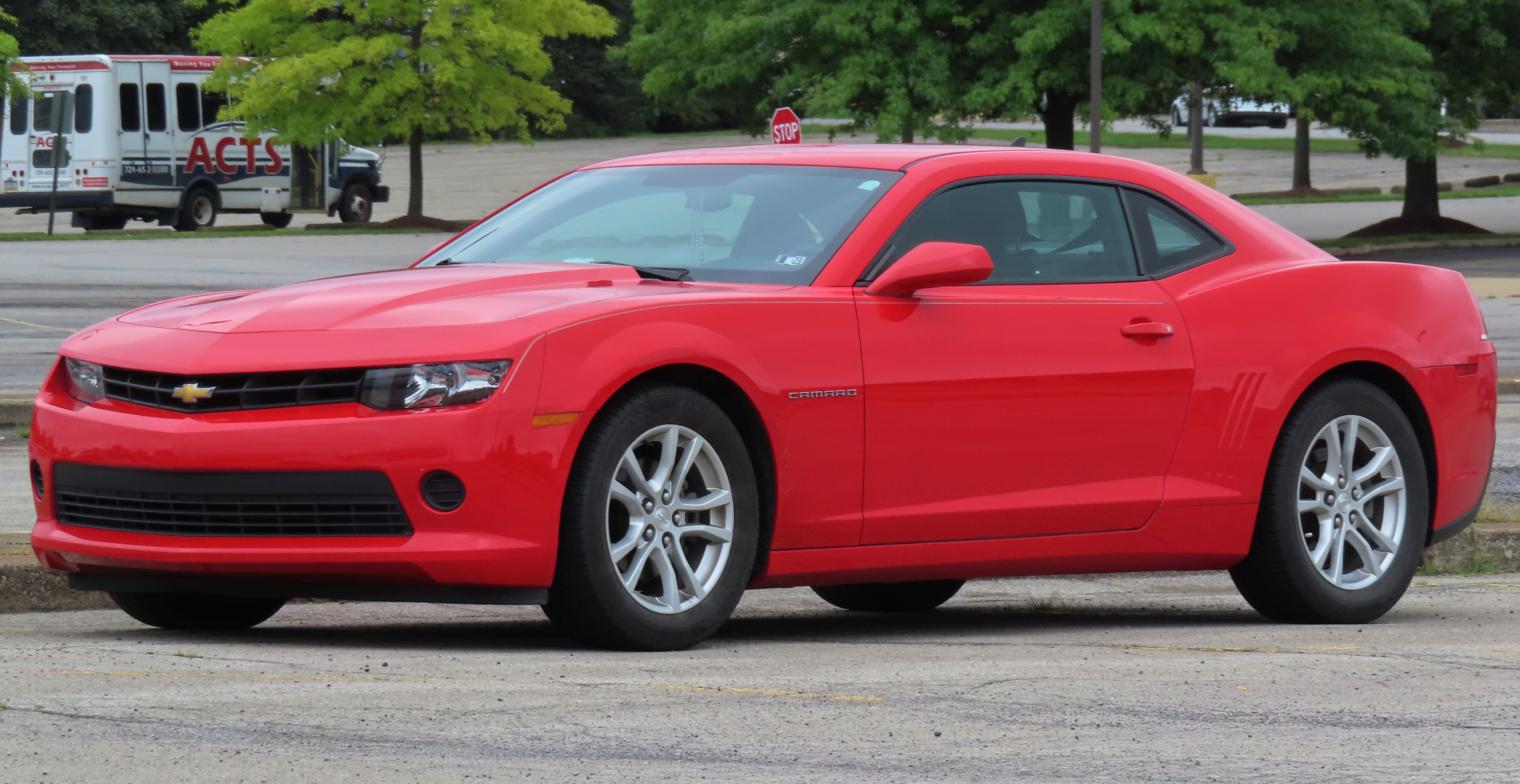
Camaro Restyling 2013

Chevrolet fa esordire al Salone di New York nel marzo 2013 il restyling 2014 della Camaro e la versione Camaro Z28.
Le modifiche includono un frontale e un posteriore ridisegnati con un nuovo gruppo ottico anteriore e posteriore, e una calandra anteriore caratterizzata da un'apertura inferiore più ampia e da un'apertura superiore più stretta. Altre modifiche includono una presa d'aria sul cofano della Camaro SS e sedili Recaro con inserti in microfibra scamosciata per i pacchetti SS e ZL1. Anche l'Head-Up Display e il Driver Information Center vengono resi disponibili con display a colori per i modelli 2LT, 2SS e ZL1.

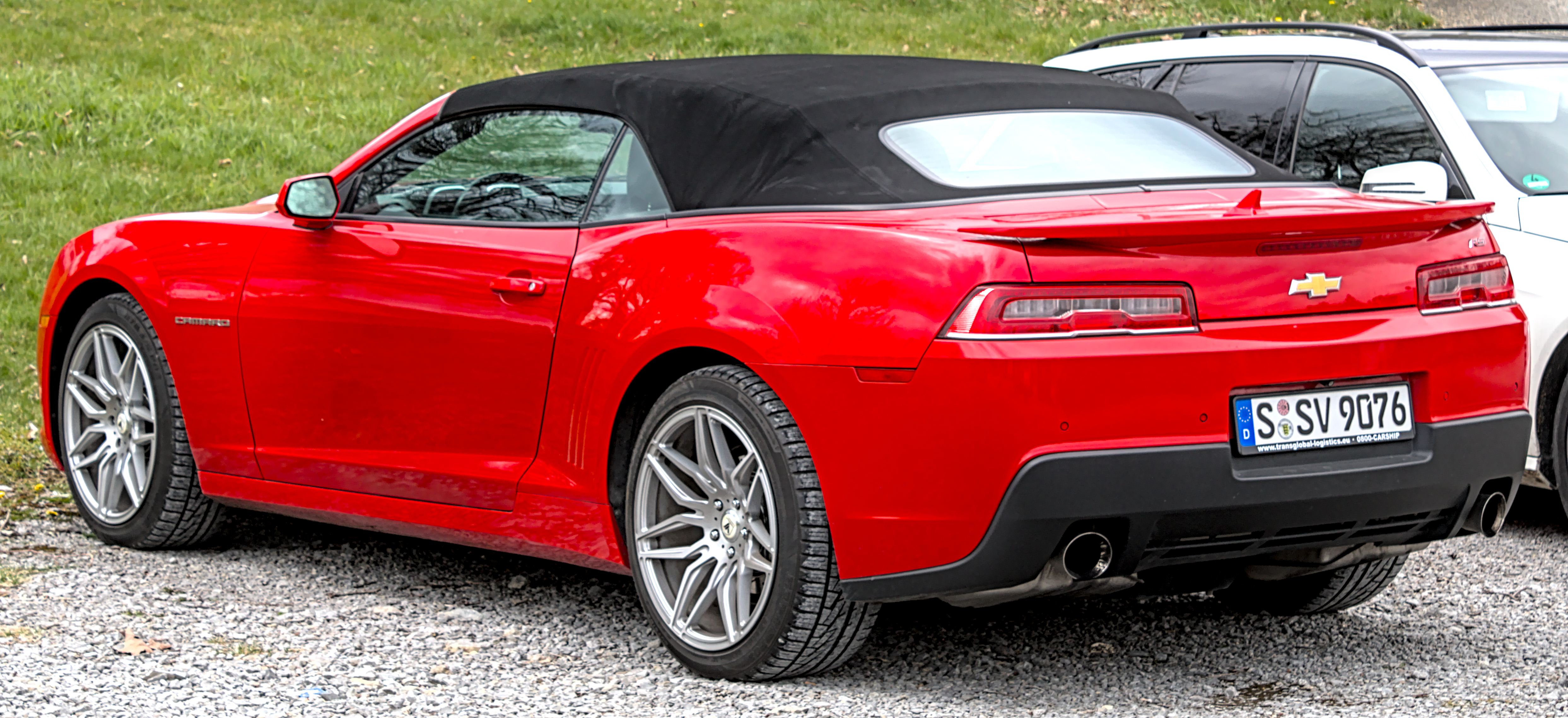
Camaro Cabrio restyling

### Camaro Z/28
Presentata al New York Auto Show del 2013 (in versione coupé) e al successivo salone di Francoforte (in versione cabriolet), la Camaro Z/28 è la versione della Camaro più prestazionale, dotato di un pacchetto aerodinamico dedicato progettato per massimizzare la guida in pista. Il pacchetto include un grande splitter anteriore collegato ad un pannello nel sottoscocca, parafanghi anteriori e posteriori allargati, spoiler posteriore ridisegnato e un diffusore. 

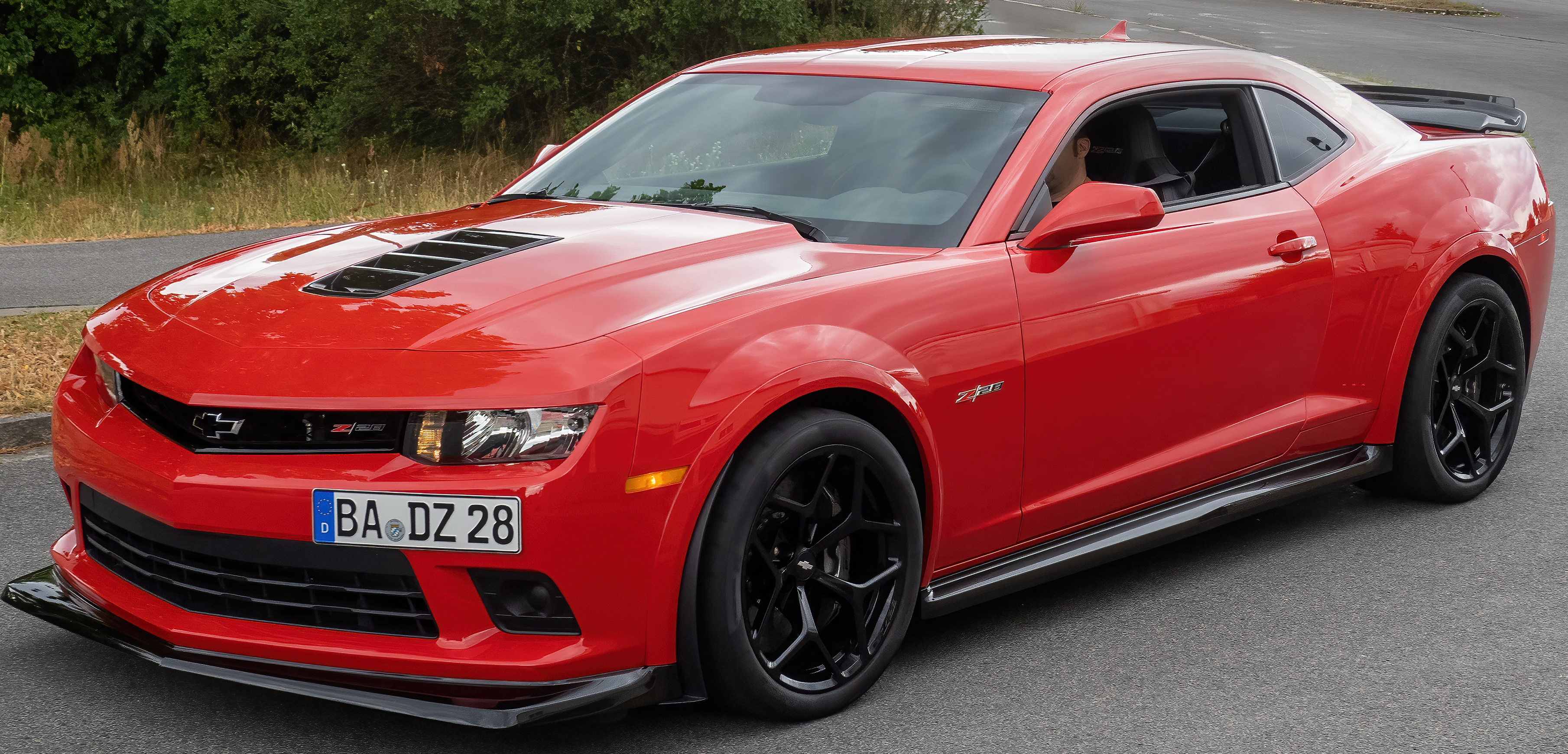
Camaro Z/28

Altre modifiche includono nuovi rivestimenti interni, volante piatto, sedili Recaro \ con inserti in microfibra scamosciata con schiuma ad alta densità al posto della struttura rigida dello schienale e rete in acciaio del fondo del sedile, motore LS7 V8 da 7,0 litri sviluppato in collaborazione con Corvette Racing, sistema d'aspirazione in stile corsa con un grande filtro dell'aria K&N, sistema di scarico dual mode con tubi di diametro maggiore, cambio manuale a 6 velocità Tremec TR-6060, differenziale a slittamento limitato con set di ingranaggi elicoidali, pneumatici Pirelli P Zero Trofeo R 305/30ZR19, ammortizzatori Multimatic DSSV, dischi freno Brembo Carbon Ceramic Matrix (394 x 36 mm anteriori e 390 x 32 mm), pinze monoblocco (6 pistoncini anteriori, 4 pistoncini posteriori), eliminazione del kit di gonfiaggio dei pneumatici, eliminazione dell'insonorizzazione interna e della moquette dal bagagliaio, sostituzione della batteria standard LN4 con una batteria LN3, sostituzione del vetro standard da 3,5 mm con vetro più sottile da 3,2 mm per il lunotto, rimozione dei fari HID, dei fendinebbia e dell'aria condizionata.
La Z/28 può accelerare da 0 a 60 mph (0-97 km/h) in 4 secondi e può raggiungere una velocità massima di 172 mph (277 km/h).